# Jodoformkremla
Jodoformkremla (Russula turci) är en svampart som beskrevs av Bres. 1881. Jodoformkremla ingår i släktet kremlor och familjen kremlor och riskor.  Arten är reproducerande i Sverige. Inga underarter finns listade i Catalogue of Life.

## Källor

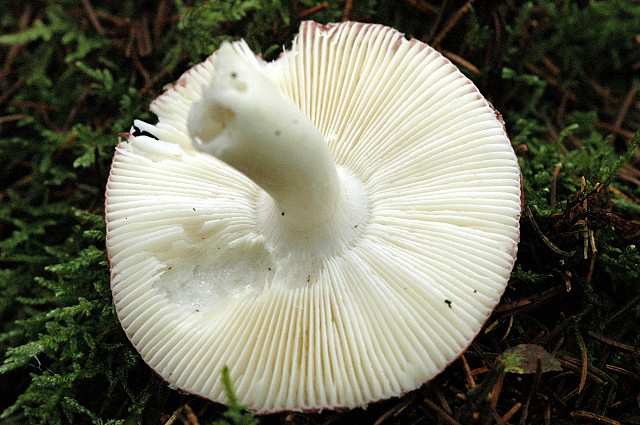